# Ибиасусе
Ибиасусе (порт. Ibiassucê) — муниципалитет в Бразилии, входит в штат Баия. Составная часть мезорегиона Юго-центральная часть штата Баия. Входит в экономико-статистический микрорегион Гуанамби. Население составляет 13 506 человек на 2006 год. Занимает площадь 382,472 км². Плотность населения — 35,3 чел./км².

## Статистика
- Валовой внутренний продукт на 2003 год составляет 24 156 717,00 реалов (данные: Бразильский институт географии и статистики).
- Валовой внутренний продукт на душу населения на 2003 год составляет 1830,75 реалов (данные: Бразильский институт географии и статистики).
- Индекс развития человеческого потенциала на 2000 год составляет 0,659 (данные: Программа развития ООН).

## География
Климат местности: полупустыня.